# Marathon van Barcelona 2007

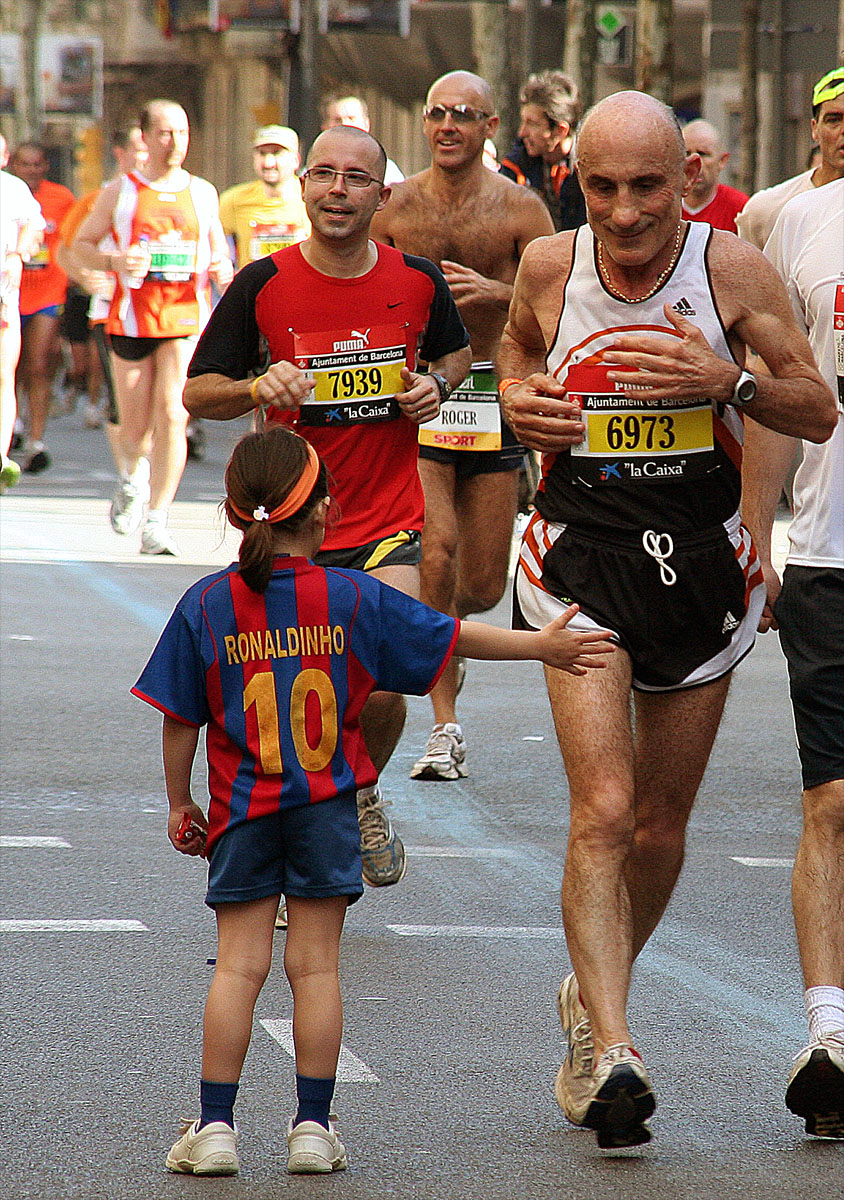
Foto tijdens de wedstrijd van 2007.

De marathon van Barcelona 2007 werd gehouden op zondag 4 maart 2007 in Barcelona. Het was de 29e editie van deze marathon.
De Keniaan Johnstone Chebii won de wedstrijd bij de mannen. Met een tijd van 2:12.04 was hij ruim twee minuten sneller dan zijn landgenoot James Mibei, die in 2:14.47 over de finish kwam. 
Bij de vrouwen ging de Nederlandse Kristijna Loonen met de hoogste eer strijken. Zij had ruim zeven minuten voorsprong op de Britse Maxine McKinnon.
In totaal finishten 6311 marathonlopers de wedstrijd.

## Marathon

### Mannen
| rang   | naam             | land | tijd    |
| ------ | ---------------- | ---- | ------- |
| Goud   | Johnstone Chebii | KEN  | 2:12.04 |
| Zilver | James Mibei      | KEN  | 2:14.47 |
| Brons  | Antoni Bernadó   | AND  | 2:14.52 |
| 4      | Hosea Kogei      | KEN  | 2:15.53 |
| 5      | Roger Roca       | ESP  | 2:16.32 |
| 6      | Mustaja Younes   | MAR  | 2:17.15 |
| 7      | Victor Gonzalo   | ESP  | 2:27.24 |
| 8      | Juanjo Verdugo   | ESP  | 2:29.44 |
| 9      | Joan Prats       | ESP  | 2:31.08 |
| 10     | Marcel Zamora    | ESP  | 2:32.00 |

### Vrouwen
| rang   | naam                      | land | tijd    |
| ------ | ------------------------- | ---- | ------- |
| Goud   | Kristijna Loonen          | NED  | 2:42.03 |
| Zilver | Maxine McKinnon           | ENG  | 2:49.52 |
| Brons  | Marie-Carmen Paredes      | ESP  | 2:51.06 |
| 4      | Veerle D'Haese            | BEL  | 2:51.48 |
| 5      | Kelemua Yadete            | ETH  | 2:54.27 |
| 6      | Sylvie Dubras             | FRA  | 2:55.12 |
| 7      | Luna Garcia               | ESP  | 2:58.28 |
| 8      | Imke Schiersch            | GER  | 3:05.25 |
| 9      | Meritxell Portillo Araujo | ESP  | 3:09.52 |
| 10     | Eva Karlsson              | SWE  | 3:10.33 |

## 10 km
Mannen
| rang | naam          | land | tijd  |
| ---- | ------------- | ---- | ----- |
| 1    | Tom Payne     | GBR  | 29:59 |
| 2    | Glen Cornish  | GBR  | 30:00 |
| 3    | Stephen Sharp | GBR  | 30:02 |

Vrouwen
| rang | naam          | land | tijd  |
| ---- | ------------- | ---- | ----- |
| 1    | Tracey Morris | GBR  | 33:45 |
| 2    | Vicky Gill    | GBR  | 33:45 |
| 3    | Non Stanford  | GBR  | 34:46 |

1978 ·
1979 ·
1980 ·
1981 ·
1981 ·
1983 ·
1984 ·
1985 ·
1986 ·
1987 ·
1988 ·
1989 ·
1990 ·
1991 ·
1992 ·
1993 ·
1994 ·
1995 ·
1996 ·
1997 ·
1998 ·
1999 ·
2000 ·
2001 ·
2002 ·
2003 ·
2004 ·
2005 ·
2006 ·
2007 ·
2008 ·
2009 ·
2010 ·
2011 ·
2012 ·
2013 ·
2014 ·
2015 ·
2016 ·
2017 ·
2018 ·
2019 ·
2020 ·
2021 ·
2022 ·
2023 ·
2024